# تخطيط الشبكة وتصميمها
تخطيط وتصميم الشبكة عملية تكرارية، تشمل التصميم الطوبولوجي، وتركيب الشبكة، وتنفيذها، وتهدف إلى ضمان أن شبكة أو خدمة اتصالات جديدة تلبي احتياجات المشترك والمشغل. تهدف إلى ضمان تلبية شبكة أو خدمة اتصالات جديدة لاحتياجات المشترك والمشغل.

## منهجية تخطيط الشبكة
تتضمن منهجية تخطيط الشبكة التقليدية في سياق قرارات الأعمال خمس طبقات من التخطيط، وهي:
- تقييم الاحتياجات وتقييم الموارد
- تخطيط الشبكة على المدى القصير
- موارد تكنولوجيا المعلومات
- تخطيط الشبكة على المدى البعيد والمتوسط
- التشغيل والصيانة.

تتضمن كل من هذه الطبقات خططًا لآفاق زمنية مختلفة، أي أن طبقة تخطيط الأعمال تحدد التخطيط الذي يجب على المشغل القيام به للتأكد من أن الشبكة ستعمل على النحو المطلوب طوال العمر الافتراضي المقصود. ومع ذلك، فإن طبقة العمليات والصيانة تدرس كيفية عمل الشبكة على أساس يومي.
تبدأ عملية تخطيط الشبكة باكتساب معلومات خارجية. هذا يتضمن:
- توقعات كيفية عمل الشبكة / الخدمة الجديدة؛
- المعلومات الاقتصادية المتعلقة بالتكاليف؛
- والتفاصيل الفنية لكفاءة الشبكة.[2]

ينطوي تخطيط شبكة/خدمة جديدة على تنفيذ النظام الجديد عبر الطبقات الأربع الأولى من النموذج المرجعي للاتصال. يجب إجراء اختيارات للبروتوكولات وتقنيات الإرسال.
تتضمن عملية تخطيط الشبكة ثلاث خطوات رئيسية:
- التصميم الطوبولوجي: تتضمن هذه المرحلة تحديد مكان وضع المكونات وكيفية توصيلها. تأتي أساليب التحسين (الطوبولوجية) التي يمكن استخدامها في هذه المرحلة من مجال الرياضيات تسمى نظرية المخططات. تتضمن هذه الأساليب تحديد تكاليف الإرسال وتكلفة التحويل، وبالتالي تحديد مصفوفة التوصيل المثلى ومكان المبدلات والمكثفات.
- تركيب الشبكة: تتضمن هذه المرحلة تحديد حجم المكونات المستخدمة، مع مراعاة معايير الأداء مثل درجة الخدمة (جي أو إس). تُعرف الطريقة المستخدمة باسم «الاستمثال غير الخطي»، وتنطوي على تحديد طوبولوجيا الشبكة، ودرجة الخدمة المطلوبة، وتكلفة الإرسال، وما إلى ذلك، واستخدام هذه المعلومات لدراسة خطة التوجيه وحجم المكونات.
- تنفيذ الشبكة: تتضمن هذه المرحلة تحديد كيفية تلبية متطلبات السعة، وضمان الموثوقية داخل الشبكة. تُعرف الطريقة المستخدمة باسم «تحسين تدفق السلع المتعددة»، وتتضمن تحديد جميع المعلومات المتعلقة بالطلب والتكاليف والموثوقية، ثم استخدام هذه المعلومات لحساب مخطط الدائرة الفيزيائية.

تُنفذ هذه الخطوات بشكل متزامن بالتوازي مع بعضها البعض.

## دور التوقع
أثناء عملية تخطيط وتصميم الشبكة، تُوضع تقديرات لكثافة حركة الاتصالات المتوقعة وحمل الاتصالات التي يجب أن تدعمها الشبكة. في حالة وجود شبكة ذات طبيعة مماثلة بالفعل، يمكن استخدام قياسات حركة الاتصالات لهذه الشبكة لحساب حمل الاتصالات الدقيق. إذا لم تكن هناك شبكات مماثلة، فيجب على مخطط الشبكة استخدام أساليب التوقع لتقدير كثافة حركة الاتصالات المتوقعة.
تتضمن عملية التوقع عدة خطوات:
- تعريف المشكلة؛
- الحصول على البيانات؛
- اختيار أسلوب التوقع؛
- التحليل/التوقع؛
- توثيق وتحليل النتائج.

## تصميم الشبكات القائم على البيانات
في الآونة الأخيرة، مع تزايد دور تقنيات الذكاء الاصطناعي في الهندسة، اقتُرحت فكرة استخدام البيانات لإنشاء نماذج تعتمد على البيانات للشبكات الموجودة. ومن خلال تحليل بيانات الشبكة الكبيرة، يمكن أيضًا فهم السلوكيات الأقل طلبًا التي يمكن أن تحدث في شبكات العالم الواقعي، كما يمكن العمل عليها وتجنبها في التصميمات المستقبلية.
يمكن تحسين تصميم وإدارة الأنظمة المتصلة بالشبكة من خلال نموذج قائم على البيانات. يمكن أيضًا استخدام النماذج المستندة إلى البيانات في مراحل مختلفة من دورة حياة إدارة الشبكة والخدمة مثل تثبيت الخدمة، وتوفيرها، والاستمثال، والمراقبة، والتشخيص.

## أدوات
هناك مجموعة متنوعة من الأدوات المتاحة لتخطيط الشبكة وتصميمها اعتمادًا على التقنيات المستخدمة. وتشمل هذه:
- OPNET
- NetSim